# 林秀婷
林秀婷（Novel Lim Siew Theng），2006年馬來西亞華裔小姐競選冠軍，籍貫廣東，來自馬來西亞霹雳州，曾參與2007國際中華小姐競選。

## 曾參與電視節目

### 八度空间
- 2008年《声空感应》饰 May

## 曾參選選美活動
- 2006年馬來西亞華裔小姐競選
- 2007年國際中華小姐競選